# Longipalpus intricata
Longipalpus intricata är en skalbaggsart som först beskrevs av Mckeown 1940.  Longipalpus intricata ingår i släktet Longipalpus och familjen långhorningar. Inga underarter finns listade i Catalogue of Life.